# Andorf (Dietenhofen)
Andorf ist ein Gemeindeteil des Marktes Dietenhofen im Landkreis Ansbach (Mittelfranken, Bayern). Andorf liegt in der Gemarkung Ebersdorf.

## Geografie
Durch das Dorf fließt die Bibert und der Fällbrunnenbach, der dort als linker Zufluss in die Bibert mündet. Etwas weiter östlich und flussabwärts mündet das Lohbächlein rechtsseits in die Bibert. Die Staatsstraße 2255 führt an Frickendorf vorbei nach Rügland (2,7 km südwestlich) bzw. nach Oberfeldbrecht (2 km nördlich). Die Kreisstraße AN 24 führt nach Ebersdorf (2,3 km östlich), eine Gemeindeverbindungsstraße führt nach Götteldorf (1,4 km südöstlich).
Nordöstlich von Andorf hat eine bewaldete Berghöhe den Namen Burgstall. Auf Grund archäologischer Funde wird vermutet, dass dort eine Burganlage stand (Burgstall Andorf). Von dort hatte man einen guten Überblick auf das Biberttal und konnte gleichzeitig die als Hochstraße verlaufende Rothenburger Straße kontrollieren.

## Geschichte
Der Ort wurde 1234 als „Anindorf“ erstmals urkundlich erwähnt, als das Kloster Heilsbronn dort Güter erwarb. Der 25. Abt Bamberger erwarb 1516 etliche Äcker in Andorf durch Tausch. Das Kloster kam in den Besitz von zwei Anwesen. Im Ort gab es eine Kapelle, die 1347 erstmals bezeugt wurde. Im 18. Jahrhundert wurde einmal im Jahr dort gepredigt, 1822 unter dem Unternbiberter Pfarrer Beck zum letzten Mal. Mittlerweile ist die Kapelle abgerissen und nur noch ihr Standort bekannt.
Gegen Ende des 18. Jahrhunderts gab es in Andorf 6 Anwesen. Das Hochgericht übte das brandenburg-bayreuthische Stadtvogteiamt Markt Erlbach aus. Die Dorf- und Gemeindeherrschaft wechselte jährlich zwischen dem brandenburg-bayreuthischen Kastenamt Neuhof und dem Rittergut Rügland der Herren von Crailsheim. Grundherren waren das Kastenamt Neuhof (1 Hof, 1 Hof zur Hälfte, 2 Güter, 1 Mühle), das Rittergut Rügland (1 Gut) und der Nürnberger Eigenherr von Imhoff (1 Hof zur Hälfte). Es gab zu dieser Zeit 10 Untertansfamilien, von denen 9 bayreuthisch waren. Von 1797 bis 1810 unterstand der Ort dem Justizamt Markt Erlbach und Kammeramt Neuhof.
Im Jahre 1810 kam Andorf zum Königreich Bayern. Im Rahmen des Gemeindeedikts wurde es dem 1811 gebildeten Steuerdistrikt Dietenhofen und der 1813 gebildeten Ruralgemeinde Ebersdorf zugeordnet. Ein Anwesen unterstand dem Patrimonialgericht Rügland in der freiwilligen Gerichtsbarkeit bis 1848.
Die Mühle wurde nach Bränden in den Jahren 1914 und 1928 wieder aufgebaut und stellte ihren Betrieb 1966 ein.
Am 1. Juli 1969, also noch vor der Gebietsreform in Bayern, wurde Andorf nach Dietenhofen eingemeindet. An einem Hang südlich des Burgstalls entstand eine Siedlung mit Wochenendhäusern.
Zwischen dem 1. Juni 1914 und dem 26. September 1971 fuhr die Bibertbahn durch Andorf, deren Endbahnhof Unternbibert-Rügland am westlichen Ortsrand Andorfs an der Kreisstraße nach Unternbibert lag.

### Bau- und Bodendenkmäler
- Haus Nr. 3: eingeschossiges, massives Wohnstallhaus, 1836[11]
- Haus Nr. 5: eingeschossiges Wohnstallhaus, Quaderbau, der zweigeschossige Giebel in konstruktivem Fachwerk, Schopfwalm. Satteldach mit Fledermausgauben, Haustür mit Oberlichte, im Sturz „Philipp Stadler 1824“; gefährdet[12]
- Burgstall: Ortsadel („de Anindorf“) 1234 nachweisbar; nordnordöstlich des Dorfes auf bewaldeter Bergeshöhe gibt es den Flurnamen Burgstall, geringe Reste[13]

### Einwohnerentwicklung
| Jahr      | 001818 | 001840 | 001861 | 001871 | 001885 | 001900 | 001925 | 001950 | 001961 | 001970 | 001987 | 002005 | 002013 |
| Einwohner | 68     | 80     | 62     | 71     | 61     | 57     | 58     | 154    | 106    | 92     | 114    | 130    | 118    |
| Häuser    | 14     | 13     |        |        | 13     | 13     | 13     | 20     | 18     |        | 25     |        |        |
| Quelle    | [ 15 ] | [ 16 ] | [ 17 ] | [ 18 ] | [ 19 ] | [ 20 ] | [ 21 ] | [ 22 ] | [ 23 ] | [ 24 ] | [ 25 ] | [ 26 ] | [ 1 ]  |

## Religion
Der Ort ist seit der Reformation evangelisch-lutherisch geprägt und nach St. Bartholomäus (Unternbibert) gepfarrt. Die Einwohner römisch-katholischer Konfession waren zunächst nach Unsere Liebe Frau (Heilsbronn) gepfarrt, seit den 1980er Jahren ist die Pfarrei St. Bonifatius (Dietenhofen) zuständig.

## Wanderwege
Durch Andorf führen die Fernwanderwege Ansbacher Weg, Roter Tropfen und Zollernweg. Der Bibertrundweg führt durchs Bibert-Tal über Unternbibert und Münchzell.